# صومعه (چاراویماق)
صومعه یکی از روستاهای استان آذربایجان شرقی است که در دهستان چاراویماق شرقی بخش شادیان شهرستان چاراویماق واقع شده‌است.این روستا ۹۲ نفر جمعیت دارد.